# Saarbrücker Zoo
Saarbrücker Zoo is de dierentuin van de Duitse stad Saarbrücken in de deelstaat Saarland, die werd opgericht in 1932. In de dierentuin worden ongeveer 1000 dieren verspreid over circa 160 soorten gehouden. Saarbrücker Zoo is vooral bekend om de grote groep primaten.

## Beschrijving
Saarbrücker Zoo heeft een groot aantal primaten. Nabij de ingang bevinden zich de verblijven van verschillende makisoorten, waaronder de ringstaartmaki (Lemur catta) en de moormaki (Eulemur macaco), en apensoorten, waaronder de zeldzame dril (Mandrillus leucophaeus) en de roodkopmangabey (Cercocebus galeritus). Elders in het park ligt het mensapenhuis met gorilla's en chimpansees.
In het Afrika Haus van Saarbrücker Zoo bevinden zich de verblijven van verschillende nachtdieren. Rondom het gebouw liggen de verblijven van giraffen, zebra's en antilopen. Het Vogelhaus wordt bewoond door neushoornvogels en kiwi's. Andere diersoorten in Saarbrücker Zoo zijn hoefdieren als het Pater Davidshert (Elaphurus davidianus), roofdieren als de jaguar (Panthera onca) en verschillende inheemse en uitheemse huisdieren.

## Fokprogramma's
Het park neemt deel aan meerdere internationale fokprogramma's en coördineert en beheert het EEP-stamboek voor de Baers witoogeend.